# Grant Thornton Tower
Grant Thornton Tower je mrakodrap navržený firmou Kohn Pedersen Fox a stojí v Chicagu ve státě Illinois. Má 50 pater a výšku 230 m. Výstavba probíhala v letech 1990 – 1992. V budově se nacházejí kancelářské prostory, které obsluhuje celkem 23 výtahů.